# Peter Rohr (Komponist)
Peter Rohr (* 8. April 1881 in Daruvár, Königreich Ungarn, Österreich-Ungarn; † 18. Februar 1956 in Reșița, Volksrepublik Rumänien) war ein rumäniendeutscher Komponist und Dirigent.

## Leben
Der Bauernsohn besuchte die Volksschule seines Heimatdorfes und wurde Mitglied der örtlichen Knabenkapelle. 1895 kam er als Truppenjunge des 43. Karansebescher Infanterieregimentes zur Weißkirchener Militärkapelle, wo er vom Militärkapellmeister Johann Karl gefördert wurde und das Cello- und Euphoniumspiel erlernte. Karl nahm ihn nach Wien mit, wo er 1898 am Theater an der Wien als Cellist angestellt wurde.
1902 folgte er einem Ruf nach Reschitza und wurde Mitglied der Werkskapelle von Reschitza, 1907 wurde er an der Seite von Otto Sýkora deren Zweiter Kapellmeister, von 1930 bis zu seinem Rücktritt 1938 war er Erster Kapellmeister. Er erweiterte das Orchester und führte in Zusammenarbeit mit dem Gesangsverein Werke wie Ludwig van Beethovens Neunte Sinfonie und die Opern Der Barbier von Sevilla, Tosca, Cavalleria rusticana und Der Bajazzo auf. Zu seinen eigenen Werken zählen u. a. die Kleine Deutsche Sonntagsmesse und die Missa Jubilet.